# Charlie bit my finger - again!
Charlie bit my finger - again! (en anglès «en Charlie mossega el meu dit - de nou! ») més simplement conegut com a Charlie bit my finger o Charlie bit me, és un vídeo viral d'Internet de l'any 2007 famós per haver sigut el vídeo més vist de YouTube de tots els temps.
En aquest clip de només 56 segons, surten dos germans anglesos, de tres anys i d'un. En el vídeo, el més menut, Charlie, mossega el dit del seu germà gran, Harry. El pare dels nens va penjar el vídeo a la xarxa el maig del 2007. El vídeo és un exemple de com, a Internet, petites ximpleries poden trobar una gran quantitat de propagació viral sense voler. Tot i que el vídeo és profà, va donar a aquesta família anglesa molta atenció de part dels mitjans. Alguns de molt prestigiosos, com ara el Wall Street Journal, el Daily Mail o la revista Time. Però no només a la família Davies Carr li va aportar una gran atenció mediàtica, sinó també un ingrés financer a través de la participació en els ingressos per publicitat de YouTube.